# Ostrov
Ostrov (russisk: Остров) er en by i Pskov oblast i Rusland. Byen ligger 55 km syd for Pskov ved floden Velikaja, som udmunder i søen Peipus. Indbyggertallet er på 20.923 (2021) indbyggere.